# Glaphyropyga tiarensis
Glaphyropyga tiarensis is een vliegensoort uit de familie van de roofvliegen (Asilidae). De wetenschappelijke naam van de soort is voor het eerst geldig gepubliceerd in 1983 door Ayala.